# Comunità di sviluppo dell'Africa meridionale
La Comunità di sviluppo dell'Africa meridionale (in inglese Southern African Development Community - SADC) è un'organizzazione internazionale regionale che persegue la cooperazione e l'integrazione socio-economica così come la cooperazione politica e nella sicurezza tra quindici paesi africani. Completa il ruolo dell'Unione africana.

## Storia
L'origine della Comunità si trovano tra il 1969 e il 1970, quando i capi dei maggiori paesi dell'Africa australe e i movimenti nazionali di liberazione coordina la loro lotta politica, diplomatica e militare per portare la fine del colonialismo e del ruolo delle minoranze bianche in questa regione. L'immediato precursore della cooperazione politica e di sicurezza, tappa dell'attuale Comunità, fu il raggruppamento informale degli Stati di Prima Linea (Frontline States - FLS), che nacque alla metà degli anni settanta del XX secolo.
La Conferenza di coordinamento per lo sviluppo dell'Africa meridionale (Southern African Development Coordination Conference - SADCC) fu il progenitore dell'attuale Comunità. L'adozione da parte di nove paesi africani della Dichiarazione di Lusaka il 1º aprile 1980 aprì la strada alla fondazione formale nel giugno 1981.
I membri dei Paesi di prima linea e della comunità non coincidevano.
La conferenza fu trasformata nella Comunità il 17 agosto 1992, con l'adozione da parte dei membri fondatori della conferenza e della Namibia, di recente indipendenza, della Dichiarazione di Windhoek e del trattato di fondazione della Comunità. Nel 1992 fornì sia la cooperazione socio-economica sia la cooperazione politica e di sicurezza.
Il raggruppamento degli Stati di prima linea si dissolse solo nel 1994, dopo le prime elezioni democratiche del Sudafrica.
I successivi sforzi di collocare la cooperazione politica e di sicurezza su un solido piano istituzionale sotto l'ombrello della Comunità fallirono.
Il 14 agosto 2001, il trattato del 1992 fu emendato per la revisione delle strutture, delle politiche e delle procedure della Comunità. Uno dei cambiamenti fu che la cooperazione politica e di sicurezza fu istituzionalizzata nell'Organo sulla politica, difesa e sicurezza (Organ on Politics, Defence and Security - OPDS); è uno dei principali organi ed è soggetto alla sorveglianza del supremo organo dell'organizzazione, il vertice.
Il 2 dicembre 2004 le è stato riconosciuto lo status di osservatore dell'Assemblea generale delle Nazioni Unite.
Il 2 novembre 2007 fu proposto il collegamento ferroviario da Chipata a Mpika, fornendo un piccolo accesso al mare a Nacala.

## Prospettive future
I paesi della Comunità sono di fronte a molti cambiamenti: sociali, di sviluppo, economici, commerciali, educativi, di salute, diplomatici, difensivi, di sicurezza e politici. Molti di questi cambiamenti non possono essere affrontati efficacemente individualmente. Le malattie del bestiame o le bande criminali organizzate non conoscono frontiere. La guerra in un paese può coinvolgere i suoi vicini e danneggiare le loro economie. Lo sviluppo sostenibile che il commercio può portare è minacciato dall'esistenza di standard produttivi e regimi tariffari differenti, deboli infrastrutture doganale e pessime strade.

## Membri
I 15 membri della Comunità di sviluppo dell'Africa meridionale sono:
1. Angola
2. Botswana
3. Lesotho
4. Madagascar (18 agosto 2005)
5. Malawi
6. Mauritius (28 agosto 1995)
7. Mozambico
8. Namibia (31 marzo 1990)
9. RD del Congo (8 settembre 1997)
10. Seychelles (8 settembre 1997-1º luglio 2004, 15 agosto 2007)
11. Sudafrica (30 agosto 1994)
12. eSwatini
13. Tanzania
14. Zambia
15. Zimbabwe

La candidatura del Ruanda è stata rigettata nel 2005 a causa di questioni procedurali.

## Obiettivi
La Comunità e i suoi stati membri sono tenuti ad agire secondo i seguenti principi:
- uguaglianza sovrana di tutti gli stati membri;
- solidarietà, pace e sicurezza;
- diritti umani, democrazia e stato di diritto;
- equità, equilibrio e vantaggio reciproco;
- soluzione pacifica delle controversie.

All'organizzazione vengono affidati molti obiettivi da parte di vari documenti come il trattato di fondazione, vari protocolli (come il protocollo sulla corruzione, il protocollo sulle armi da fuoco, il protocollo sulla salute e il protocollo sull'educazione), il Piano di sviluppo della strategia indicativa regionale (Regional Indicative Strategic Development Plan - RISDP) e il Piano indicativo strategico dell'organo (Strategic Indicative Plan of the Organ - SIPO), e dichiarazioni come quelle sulla HIV e l'AIDS e la sicurezza alimentare. Non tutti i trattati e piani precedenti al 2001 sono stati armonizzati con piani più dettagliati e recenti come i due precedenti.
In molte aree, la semplice coordinazione delle attività e politiche nazionali è lo scopo della cooperazione. Nelle altre, gli stati membri mirano a forme di più grande portata; per esempio, mirano a coordinare le loro politiche estere, ma puntano anche ad armonizzare i loro commerci e le politiche economiche, considerando che un giorno formeranno un mercato comune con istituzioni regolatori comuni.
Gli obiettivi sono:
- conseguire lo sviluppo e la crescita economica, alleviare la povertà, accrescere gli standard e la qualità di vita delle popolazioni dell'Africa australe e sostenere le persone socialmente svantaggiate attraverso l'integrazione regionale,
- sviluppare comuni valori politici, sistemi ed istituzioni,
- promuovere e difendere la pace e la sicurezza,
- conseguire la complementarità tra strategie nazionali e regionali e i programmi,
- promuovere e massimizzare il lavoro produttivo e l'utilizzo delle risorse regionali,
- conseguire l'utilizzo sostenibile delle risorse naturali e l'effettiva protezione dell'ambiente,
- rafforzare e consolidare le affinità e i legami storici, sociali e culturali dei popoli della regione.

## Struttura
L'organizzazione ha otto organi principali:
- il vertice, è composto dai capi di stato e di governo, è responsabile della direzione politica e del controllo delle funzioni della Comunità, si riunisce solitamente una volta all'anno, intorno al periodo agosto-settembre, in uno stato membro;
- la Troika, è formata dal presidente, dal futuro presidente e dal presidente uscente. Questo sistema ha permesso all'organizzazione di perseguire gli obiettivi e attuare le decisioni più velocemente fornendo una direzione politica alle istituzioni nel periodo tra gli incontri regolari.
- l'Organo sulla politica, difesa e sicurezza, è presieduta a rotazione dai paesi membri per un periodo di un anno, coordina a livello di vertice e riferisce al presidente della Comunità;
- il Consiglio dei ministri, è formato dai ministri degli Affari esteri e di Pianificazione economica o delle finanze, è responsabile della sorveglianza sul funzionamento e lo sviluppo della Comunità ed assicura che le politiche vengano attuate. Il Consiglio si riunisce quattro volte l'anno;
- i comitati nazionali del SADC, è composto dalle principali parti interessate del governo, del settore privato e della società civile. La loro principale funzione è fornire spunti a livello nazionale nella formulazione di politiche e strategie regionali e coordinare e sorvegliare l'attuazione di questi programmi a livello nazionale;
- il Comitato permanente di funzionari di alto livello, è composto da un segretario permanente/principale o un funzionario di grado equivalente di ogni stato membro, preferibilmente da un ministero responsabile per la pianificazione economica o della finanza. È un comitato di consulenza tecnica per il Consiglio;
- il tribunale, assicura l'aderenza e l'appropriata integrazione delle disposizioni del trattato e degli strumenti sussidiari, e giudica sulle dispute, riferite ad esse;
- il segretariato, è la principale istituzione esecutiva, responsabile per la pianificazione strategica, la cooperazione e l'amministrazione dei programmi. È presieduto da un Segretario Esecutivo ed ha sede in Gaborone, Botswana.

La sede della Comunità di sviluppo dell'Africa australe è a Gaborone, Botswana.
Le lingue di lavoro sono l'inglese, il francese, il portoghese e l'afrikaans.

## La Comunità in pratica
La Comunità è un'organizzazione debole. Ha scarsi mezzi e i paesi membri non sono propensi ad attribuirgli troppi poteri pur essendo d'accordo nel farlo quando avevano varato la revisione nel 2001; inoltre i membri partecipano anche ad altre organizzazioni di cooperazione economica regionale e di cooperazione regionale politica e di sicurezza che possono competere con la Comunità e minare i suoi scopi. Per esempio, il Sudafrica e il Botswana appartengono entrambi all'Unione doganale dell'Africa meridionale; lo Zambia fa parte del Mercato comune dell'Africa orientale e meridionale e la Tanzania è membro della Comunità dell'Africa orientale.

## Bandiera
La bandiera dell'organizzazione viene dai popoli dei paesi membri: una competizione fu tenuta per disegnare la nuova bandiera e nel 1995 il nuovo disegno fu scelto. La bandiera ha un campo blu scuro con un cerchio verde nel centro e il logo SADC nel centro del cerchio. Nella descrizione ufficiale della bandiera, il blu simboleggia il cielo e l'oceano che portano l'acqua e la vita, e il verde rappresenta la ricca flora e fauna. La ricchezza di oro della ragione è rappresentato dal colore delle lettere. La bandiera fu usata la prima volta nel vertice del 1995 al World Trade Centre a Johannesburg.

## Capi

### Presidente
- Levy Mwanawasa (2007)

### Segretario esecutivo
- Kaire Mbuende (1994-2001)
- Prega Ramsamy (2001-2005)
- Tomaz Salomão (2005-2013)
- Stergomena Tax (2013-2021)
- Elias Mpedi Magosi, dal 2021